# Karel Rachůnek
Karel Rachůnek (né le 27 août 1979 à Zlín en Tchécoslovaquie - mort le 7 septembre 2011 à Iaroslavl en Russie) est un joueur professionnel tchèque de hockey sur glace.

## Biographie

### Carrière en club
En 1997, il débute dans l'Extraliga avec le HC Zlín. Il est choisi au cours du repêchage d'entrée 1997 dans la Ligue nationale de hockey par les Sénateurs d'Ottawa en 9e ronde en 229e position. En 1999, il part en Amérique du Nord. Le 31 octobre 1999, il débute dans la LNH face aux Thrashers d'Atlanta. Il a par la suite porté les couleurs des Rangers de New York et des Devils du New Jersey.
Le 7 septembre 2011, il meurt dans l'accident de l'avion transportant le Lokomotiv Iaroslavl à destination de Minsk en Biélorussie. L'avion de ligne de type Yakovlev Yak-42 s'écrase peu après son décollage de l'aéroport Tounochna de Iaroslavl, faisant 44 morts parmi les 45 occupants,. Le lendemain, son numéro 4 est retiré par l'équipe nationale de République tchèque.

### Carrière internationale
Il représente la République tchèque au niveau international. Il est championnat du monde 2010.

## Trophées et honneurs personnels
- Ligue nationale de hockey
  - 2002 : participe au match des jeunes étoiles.
- Superliga
  - 2005 : nommé dans l'équipe type.
- Ligue continentale de hockey
  - 2009 : participe avec l'équipe Jágr au premier Match des étoiles.
  - 2010 : participe avec l'équipe Jágr au deuxième Match des étoiles.
  - 2011 : participe avec l'équipe Ouest au troisième Match des étoiles.
  - 2011 : nommé défenseur du mois de février.
  - 2011 : meilleur buteur de la saison régulière chez les défenseurs.

## Statistiques

### En club
| Saison     | Équipe                   | Ligue      |     | Saison régulière | Saison régulière | Saison régulière | Saison régulière | Saison régulière |    | Séries éliminatoires | Séries éliminatoires | Séries éliminatoires | Séries éliminatoires | Séries éliminatoires |
| Saison     | Équipe                   | Ligue      | PJ  | B                | A                | Pts              | Pun              | PJ               | B  | A                    | Pts                  | Pun                  |                      |                      |
| 1997-1998  | HC Zlín                  | Extraliga  | 27  | 1                | 2                | 3                | 16               | --               | -- | --                   | --                   | --                   |                      |                      |
| 1998-1999  | HC Zlín                  | Extraliga  | 39  | 3                | 9                | 12               | 88               | 6                | 0  | 0                    | 0                    | 0                    |                      |                      |
| 1999-2000  | Griffins de Grand Rapids | LIH        | 62  | 6                | 20               | 26               | 64               | 9                | 0  | 5                    | 5                    | 6                    |                      |                      |
| 1999-2000  | Sénateurs d'Ottawa       | LNH        | 6   | 0                | 0                | 0                | 2                | --               | -- | --                   | --                   | --                   |                      |                      |
| 2000-2001  | Sénateurs d'Ottawa       | LNH        | 71  | 3                | 30               | 33               | 60               | 3                | 0  | 0                    | 0                    | 0                    |                      |                      |
| 2001-2002  | Sénateurs d'Ottawa       | LNH        | 51  | 3                | 15               | 18               | 24               | --               | -- | --                   | --                   | --                   |                      |                      |
| 2002-2003  | Lokomotiv Iaroslavl      | Superliga  | 9   | 3                | 0                | 3                | 8                | --               | -- | --                   | --                   | --                   |                      |                      |
| 2002-2003  | Senators de Binghamton   | LAH        | 6   | 0                | 2                | 2                | 10               | --               | -- | --                   | --                   | --                   |                      |                      |
| 2002-2003  | Sénateurs d'Ottawa       | LNH        | 58  | 4                | 25               | 29               | 30               | 17               | 1  | 3                    | 4                    | 14                   |                      |                      |
| 2003-2004  | Sénateurs d'Ottawa       | LNH        | 60  | 1                | 16               | 17               | 29               | --               | -- | --                   | --                   | --                   |                      |                      |
| 2003-2004  | Rangers de New York      | LNH        | 12  | 1                | 3                | 4                | 4                | --               | -- | --                   | --                   | --                   |                      |                      |
| 2004-2005  | HC Znojemští Orli        | Extraliga  | 21  | 5                | 6                | 11               | 55               | --               | -- | --                   | --                   | --                   |                      |                      |
| 2004-2005  | Lokomotiv Iaroslavl      | Superliga  | 27  | 6                | 8                | 14               | 67               | 9                | 2  | 0                    | 2                    | 6                    |                      |                      |
| 2005-2006  | Lokomotiv Iaroslavl      | Superliga  | 45  | 11               | 20               | 31               | 73               | 2                | 0  | 0                    | 0                    | 29                   |                      |                      |
| 2006-2007  | Rangers de New York      | LNH        | 66  | 6                | 20               | 26               | 38               | 6                | 0  | 4                    | 4                    | 2                    |                      |                      |
| 2007-2008  | Devils du New Jersey     | LNH        | 47  | 4                | 9                | 13               | 40               | --               | -- | --                   | --                   | --                   |                      |                      |
| 2008-2009  | Dinamo Moscou            | KHL        | 50  | 9                | 21               | 30               | 85               | 12               | 4  | 4                    | 8                    | 8                    |                      |                      |
| 2009-2010  | Dinamo Moscou            | KHL        | 52  | 10               | 16               | 26               | 74               |                  |    |                      |                      |                      |                      |                      |
| 2010-2011  | Lokomotiv Iaroslavl      | KHL        | 50  | 11               | 35               | 46               | 98               | 18               | 8  | 5                    | 13                   | 10                   |                      |                      |
| 2011-2012  | Lokomotiv Iaroslavl      | KHL        | -   | -                | -                | -                | -                | -                | -  | -                    | -                    | -                    |                      |                      |
| Totaux LNH | Totaux LNH               | Totaux LNH | 371 | 22               | 118              | 140              | 227              | 26               | 1  | 7                    | 8                    | 16                   |                      |                      |

## Roller in line hockey
Il a été membre de la sélection de République tchèque de roller in line.